# Canton de Coulanges-la-Vineuse
Le canton de Coulanges-la-Vineuse est une ancienne division administrative française du département de l'Yonne.

## Composition
Le canton de Coulanges-la-Vineuse, d'une superficie de 140 km2, est composé de douze communes
.
| Nom                      | Code Insee | Intercommunalité       | Superficie (km2) | Population (dernière pop. légale) | Densité (hab./km2) |
| ------------------------ | ---------- | ---------------------- | ---------------- | --------------------------------- | ------------------ |
| Charentenay              | 89084      | CC de Puisaye-Forterre | 14,64            | 305 (2014)                        | 21                 |
| Coulangeron              | 89117      | CC de Puisaye-Forterre | 8,52             | 210 (2014)                        | 25                 |
| Coulanges-la-Vineuse     | 89118      | CA de l'Auxerrois      | 10,59            | 875 (2014)                        | 83                 |
| Escamps                  | 89154      | CA de l'Auxerrois      | 22,21            | 895 (2014)                        | 40                 |
| Escolives-Sainte-Camille | 89155      | CA de l'Auxerrois      | 7,52             | 718 (2014)                        | 95                 |
| Gy-l'Évêque              | 89199      | CA de l'Auxerrois      | 15,02            | 452 (2014)                        | 30                 |
| Irancy                   | 89202      | CA de l'Auxerrois      | 11,98            | 285 (2014)                        | 24                 |
| Jussy                    | 89212      | CA de l'Auxerrois      | 7,28             | 409 (2014)                        | 56                 |
| Migé                     | 89256      | CC de Puisaye-Forterre | 14,62            | 453 (2014)                        | 31                 |
| Val-de-Mercy             | 89426      | CC de Puisaye-Forterre | 13,46            | 394 (2014)                        | 29                 |
| Vincelles                | 89478      | CA de l'Auxerrois      | 12,53            | 953 (2014)                        | 76                 |
| Vincelottes              | 89479      | CA de l'Auxerrois      | 1,85             | 281 (2014)                        | 152                |

## Représentation

### conseillers généraux de 1833 à 2015
| Période               | Identité                             | Parti               | Qualité |
| --------------------- | ------------------------------------ | ------------------- | --- |
| 1833-1848             | Georges Gabriel Mauger (1774-1861)   |                     | Ancien professeur de philosophie au lycée Henri-IV Ancien Inspecteur d'Académie, Paris Conseiller municipal d'Irancy |
| 1848-1867             | Denis Larabit                        | Majorité dynastique | Officier du Génie, propriétaire à Irancy Député (1831-1851, 1852-1853) Sénateur (1853-1870)                          |
| 1867-1871             | François-Marie Lefournier d'Yauville |                     | Ancien officier de cavalerie Maire de Sens (1853)                                                                    |
| 1871-1877             | Pacifique Jacquillat                 | Droite              | Maire d'Irancy |
| 1877-1879 (démission) | Paul Bert                            | UR                  | Professeur, propriétaire à Paris Député (1872-1886) Ministre (1881-1882)                                             |
| 1879-1889             | Fabien Rapin                         |                     | Agriculteur à Gy-l'Évêque                                                                                            |
| 1889-1902 (décès)     | Eugène Houdé                         | Républicain         | Médecin, maire de Coulanges-la-Vineuse                                                                               |
| 1903-1919             | Ernest Houdé (fils du précédent)     | Républicain         | Médecin, maire de Coulanges-la-Vineuse                                                                               |
| 1919-1937             | Emile Desprez (fils)                 | Rad.                | Négociant en vins Maire de Coulanges-la-Vineuse                                                                      |
| 1937-1940             | Ernest Houdé                         | Républicain         | Médecin, maire de Coulanges-la-Vineuse Nommé conseiller départemental en 1943                                        |
|                       |                                      |                     | |
| 1945-1949             | Charles Raffineau                    | DVG                 | Propriétaire-vigneron à Coulanges-la-Vineuse Ancien conseiller d'arrondissement                                      |
| 1949-1961             | Théodore Longpré (1885-1973)         | DVD                 | Maire de Vincelottes (1925-1971)                                                                                     |
| 1961-1967 (décès)     | Maurice Villatte (1910-1967)         | MRP                 | Médecin, maire de Coulanges-la-Vineuse                                                                               |
| 18 février 1968-1992  | Jean Marie                           | RI puis UDF         | Maire de Vincelles (1971-1989)                                                                                       |
| 1992-2011             | Jean-Noël Loury                      | UMP                 | Viticulteur Maire de Val-de-Mercy                                                                                    |
| 2011-2015             | Yves Vecten                          | SE                  | Ingénieur agricole Adjoint au maire d'Escamps (depuis 1989) Elu en 2015 dans le Canton de Vincelles                  |

### Conseillers d'arrondissement (de 1833 à 1940)
| Période                                  | Période      | Identité                                   | Étiquette   | Qualité |
| ---------------------------------------- | ------------ | ------------------------------------------ | ----------- | --- |
| 1833                                     | 1842         | Louis Victor Boullié (1796-1867)           |             | Propriétaire à Précy-le-Sec, Coulangeron                                                                    |
| 1842                                     | 1848         | Pierre Jean-Baptiste Chevillot (1792-1879) |             | Juge de paix à Escolives                                                                                    |
| 1848                                     | 1852         | Edmé Charles Hippolyte Guiard (1816-1858)  |             | Médecin, maire de Gy-l'Évêque                                                                               |
| 1852                                     | 1858 (décès) | Pierre Jean-Baptiste Chevillot             |             | Juge de paix à Escolives                                                                                    |
| 1858                                     | 1870         | Eugène Bardout                             |             | Propriétaire vigneron à Vincelottes                                                                         |
| 1870                                     | 1889         | Eugène Houdé (1835-1902)                   | Républicain | Médecin, maire de Coulanges-la-Vineuse                                                                      |
| 1889                                     | 1895         | Alfred Charlemagne Cretté (1834-1896)      |             | Ancien notaire, Irancy                                                                                      |
| 1895                                     | 1904         | Émile Desprez (1848-1916)                  | Radical     | Négociant en vins, adjoint au maire de Coulanges-la-Vineuse                                                 |
| 1904                                     | 1910         | Félix Boullé (1874-1961)                   | SFIO        | Meunier puis cultivateur, maire de Vincelottes (1904-1919)                                                  |
| 1910                                     | 1919         | Henri Prévost                              | Radical     | Propriétaire viticulteur à Vincelottes                                                                      |
| 1928                                     | 1940         | Charles Raffineau                          | Gauche      | Vigneron, maire de Coulanges-la-Vineuse                                                                     |
| Les données manquantes sont à compléter. |              |                                            |             | |
| 1940                                     |              |                                            |             | Les conseils d'arrondissement ont été suspendus par la loi du 12 octobre 1940 et n'ont jamais été réactivés |

## Démographie

### Évolution démographique
| 1962  | 1968  | 1975  | 1982  | 1990  | 1999  | 2006  | 2011  | 2012  |
| ----- | ----- | ----- | ----- | ----- | ----- | ----- | ----- | ----- |
| 4 801 | 4 781 | 4 660 | 4 905 | 5 336 | 5 789 | 6 147 | 6 349 | 6 296 |

### Âge de la population
La pyramide des âges, à savoir la répartition par sexe et âge de la population, du canton de Coulanges-la-Vineuse en 2009 ainsi que, comparativement, celle du département de l'Yonne la même année sont représentées avec les graphiques ci-dessous.
La population du canton comporte 49,1 % d'hommes et 50,9 % de femmes. Elle présente en 2009 une structure par grands groupes d'âge légèrement plus jeune que celle de la France métropolitaine. 
Il existe en effet 118 jeunes de moins de 20 ans pour cent personnes de plus de 60 ans, alors que pour la France l'indice de jeunesse, qui est égal à la division de la part des moins de 20 ans par la part des plus de 60 ans, est de 1,06. L'indice de jeunesse du canton est également supérieur à celui  du département (0,87) et à celui de la région (0,84).
| Hommes | Classe d’âge | Femmes |
| ------ | ------------ | ------ |
| 0,2    | 90 ans ou +  | 1,5    |
| 5,8    | 75 à 89 ans  | 9,3    |
| 12,9   | 60 à 74 ans  | 12,6   |
| 22,1   | 45 à 59 ans  | 21,2   |
| 22,8   | 30 à 44 ans  | 21,3   |
| 16,1   | 15 à 29 ans  | 15,1   |
| 20,1   | 0 à 14 ans   | 18,9   |

| Hommes | Classe d’âge | Femmes |
| ------ | ------------ | ------ |
| 0,5    | 90 ans ou +  | 1,4    |
| 7,9    | 75 à 89 ans  | 11,9   |
| 15,5   | 60 à 74 ans  | 15,6   |
| 21,5   | 45 à 59 ans  | 20,7   |
| 19,3   | 30 à 44 ans  | 18,4   |
| 16,3   | 15 à 29 ans  | 15,1   |
| 19,0   | 0 à 14 ans   | 16,9   |